# Dara Ó Briain
Dara Ó Briain (/ˌdɑːrə oʊˈbriən, ˌdærə-/; * 4. února 1972) je irský komik a televizní konferenciér působící ve Spojeném království. Dělá stand-up comedy (od roku 2006 uskutečnil několik turné, z nichž má 5 DVD), uvádí nebo v minulosti uváděl některé populární britské pořady (Mock the Week, The Panel, The Apprentice: You're Fired!), kromě toho píše scénáře pro televizi a dokumentární filmy, stejně jako sloupky pro různé britské a irské noviny, a v roce 2013 debutoval jako filmový herec ve vedlejší roli ve filmu The Look of Love a Král ze Soho.

## Životopis
Narodil se v irském Bray, kraji Wicklow, v Dublinu vystudoval tamní univerzitu, z níž si odnesl akademický titul z teoretické fyziky, krom exaktních věd byl též členem „literární a historické společnosti“ (debatní společnosti). Po studiích pracoval pro televizní kanál RTÉ jako uvadeč programů pro děti, později současně s tím začal se stand-up comedy.
V roce 2006 se oženil se svou ženou, Susan. Dara vyrůstal v katolickém prostředí, ale nyní je ateista. Mezi jeho koníčky patří kriket nebo dostihy chrtů.

## Stand-up
Ó Dara začal se stand-up comedy během 1. dekády 21. století. Po strastiplném období, kdy účinkoval v malých klubech pro pár lidí, se dostal většímu publiku. Svá vystoupení zaznamenal a vydal na DVD.
- 2006: Live at the Theatre Royal
- 2008: Dara Ó Briain Talks Funny – Live in London
- 2010: This Is the Show
- 2012: Craic Dealer
- 2015: Crowd Tickler

Deník Irish Independent popsal Ó Briaina jako „oblíbeného Ira“ a dle hlasování stanice Channel 4 skončil na 16. místě ze stovky největších stand-up komiků.